# باراميلاكونيت
باراميلاكونيت هو معدن أكسيدي لفلز النحاس، ويتكون من أكسيدي النحاس الأحادي والثنائي. ويوجد على هيئة بلورات كتلية أو موشورية ذات لون أسود، وتتبلور وفق نظام بلوري رباعي.
اكتشف أول مرة في صحراء أريزونا، ووصف أول مرة سنة 1892، ثم بشكل مفصل سنة 1941، وحاز تلك التسمية بإضافة البادئة بارا من اللغة الإغريقية بمعنى قريب من أو شبيه بمعدن الميلاكونيت، وهو الاسم القديم لمعدن التينوريت.